# DDR-Meisterschaften im Feldfaustball 1951
Die DDR-Meisterschaften im Feldfaustball 1951 waren die zweite Austragung der DDR-Meisterschaften der Männer und Frauen im Feldfaustball der DDR im Jahre 1951. Die Meisterschaftsspiele wurden Anfang September 1951 in Staßfurt ausgetragen.

## Frauen
Endstand
| Platz | Mannschaft             |
| ----- | ---------------------- |
| 1.    | Rotation Dresden Mitte |
| 2.    | Einheit Weimar         |
| 3.    | Turbine Halle          |

## Männer
Endstand
| Platz | Mannschaft           |
| ----- | -------------------- |
| 1.    | Einheit Erfurt       |
| 2.    | Aktivist Hirschfelde |
| 3.    | Turbine Halle        |